# ケーブル八瀬駅
ケーブル八瀬駅（ケーブルやせえき）は、京都府京都市左京区にある、京福電気鉄道鋼索線（叡山ケーブル）の駅。路線とともに毎年冬季（12月初旬から3月中旬のうち正月三が日を除く期間、週末の位置により毎年運休期間は多少変化する）は休業する。

## 接続する鉄道路線
- 叡山電鉄 - 八瀬比叡山口駅
  - 叡山本線（徒歩で約5分）

## 歴史

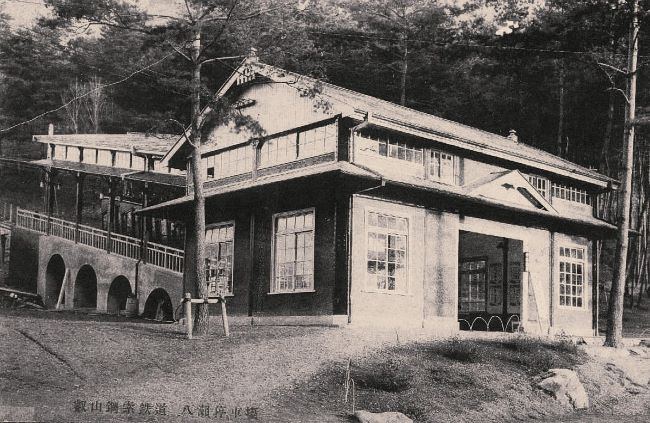
太平洋戦争前の駅舎・車両を写した絵葉書。
「叡山鋼索鉄道 八瀬停車場」と表記されている。

開業時の駅名は西塔橋駅（さいとうばしえき）で、これは駅前を流れる高野川に架けられている橋の名前である。西塔とは比叡山延暦寺境内の一区域を指し、橋はこの西塔に至る道と対岸の若狭街道（現在の国道367号）を結んでいる。1964年（昭和39年）には駅前に八瀬遊園が開業し、それに合わせて翌年にケーブル八瀬遊園駅（けーぶるやせゆうえんえき）に改称された。同遊園はスポーツバレー京都、森のゆうえんちとリニューアルを重ねるが2001年（平成13年）に閉園し、その翌年に駅名も改称されている。近接する八瀬比叡山口駅と似たような改称経歴を辿っている。

### 年表
- 1925年（大正14年）12月20日：京都電燈叡山鋼索線の開通に伴い西塔橋駅として開業[2]。
- 1942年（昭和17年）3月2日：京福電気鉄道の駅となる[2]。
- 1944年（昭和19年）：太平洋戦争激化に伴い、不要不急線として路線とともに駅も休止[2]。
- 1946年（昭和21年）：ケーブルカー運行再開に伴い駅も再開[2]。
- 1965年（昭和40年）8月1日：ケーブル八瀬遊園駅と改称[2]。
- 2002年（平成14年）3月10日：ケーブル八瀬駅と改称[2]。

## 駅構造
山麓側に改札口があり、ホームは階段状で車両の両側にある。全体的にはケーブルカーの山下駅側の基本的なスタイルである。改札口の左側に券売機が1台設置されている。駅舎は細部に改造がなされているものの、開業当初の建物が使われている。同じ京福電鉄が運営する嵐山本線・北野線と異なり、スルッとKANSAI共通カードは使用できない。券売機の右隣には観光案内の窓口がある。改札は出発の5分前に開始される。

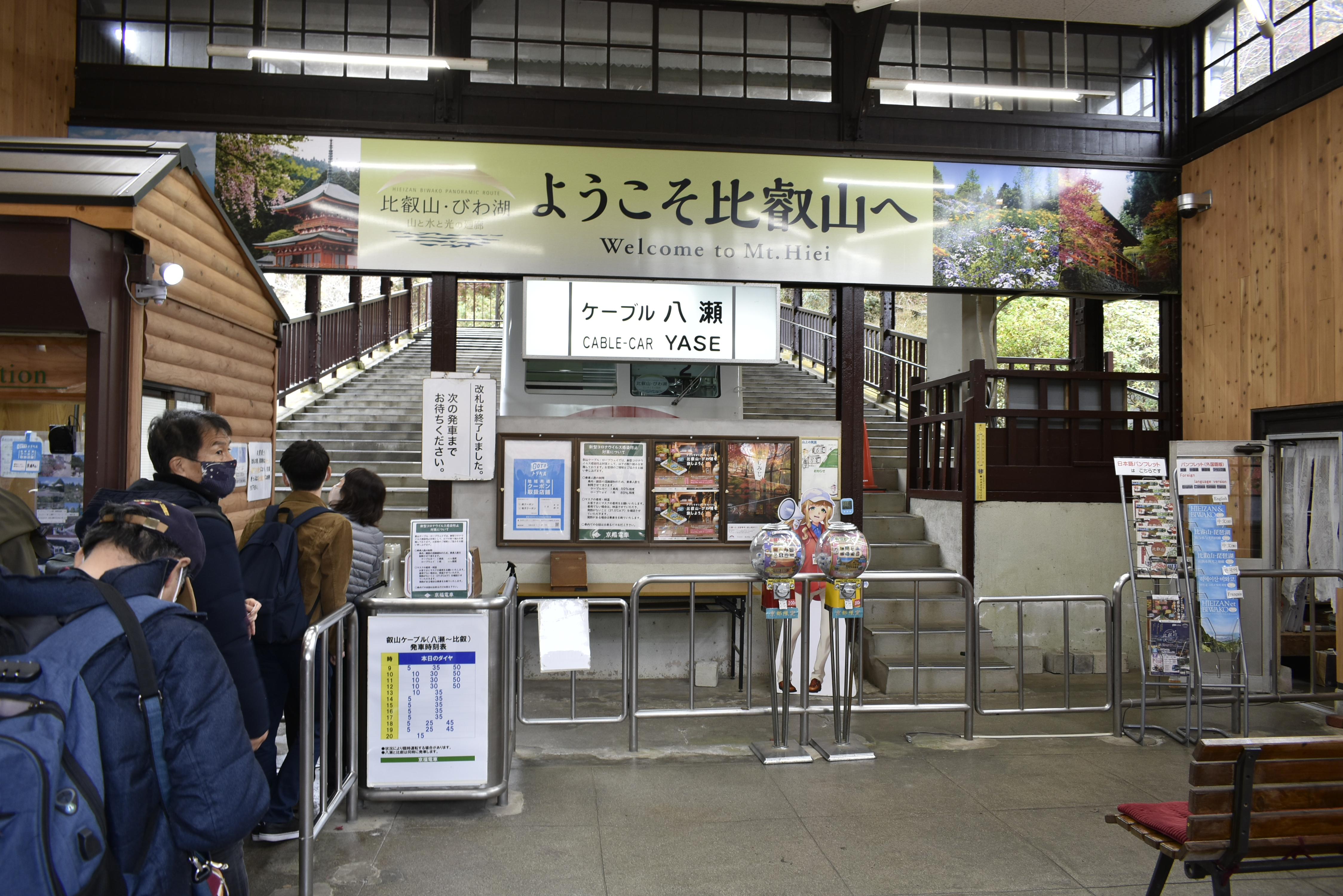
改札口（2020年11月）
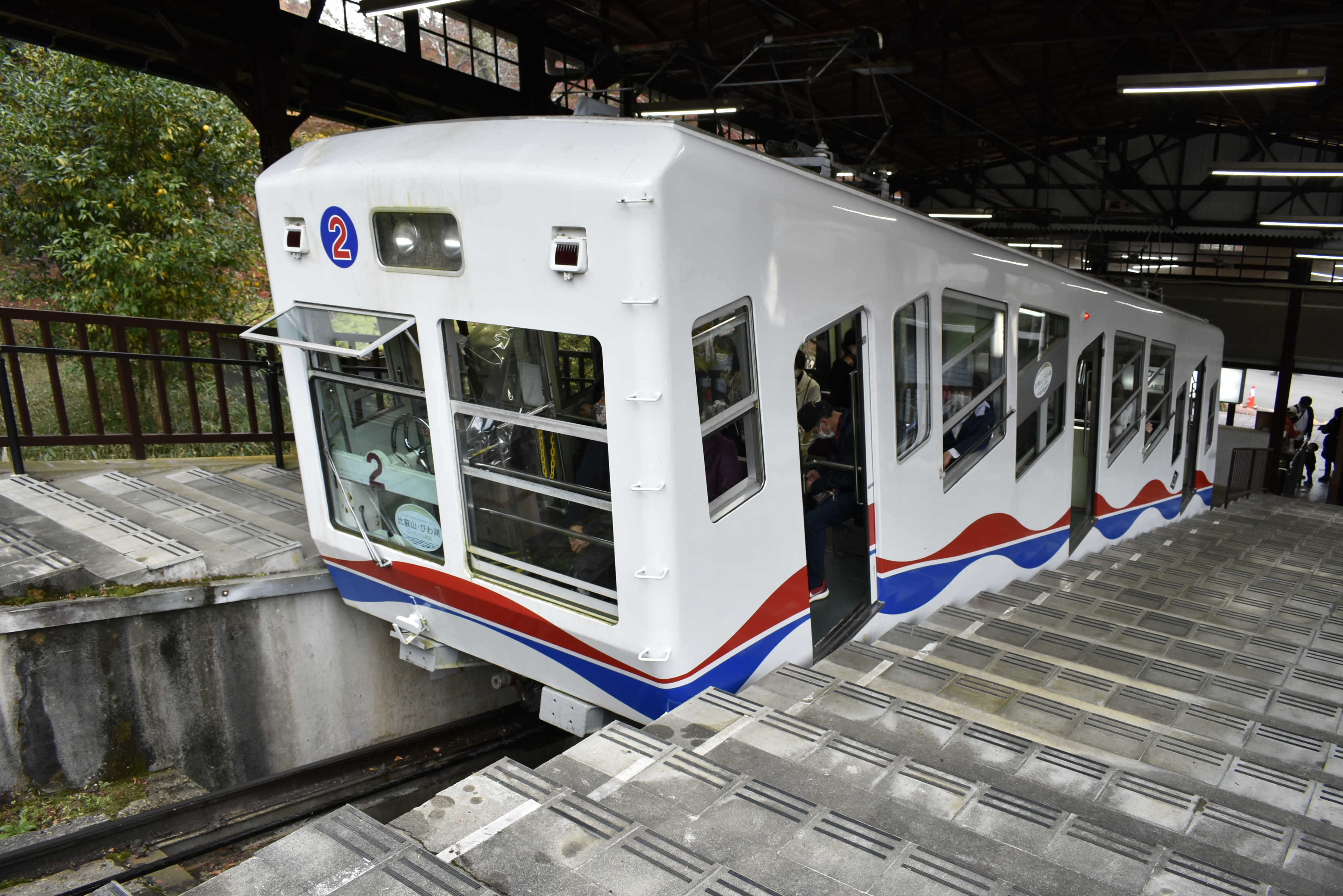
ホームに停車する車両（2020年11月）
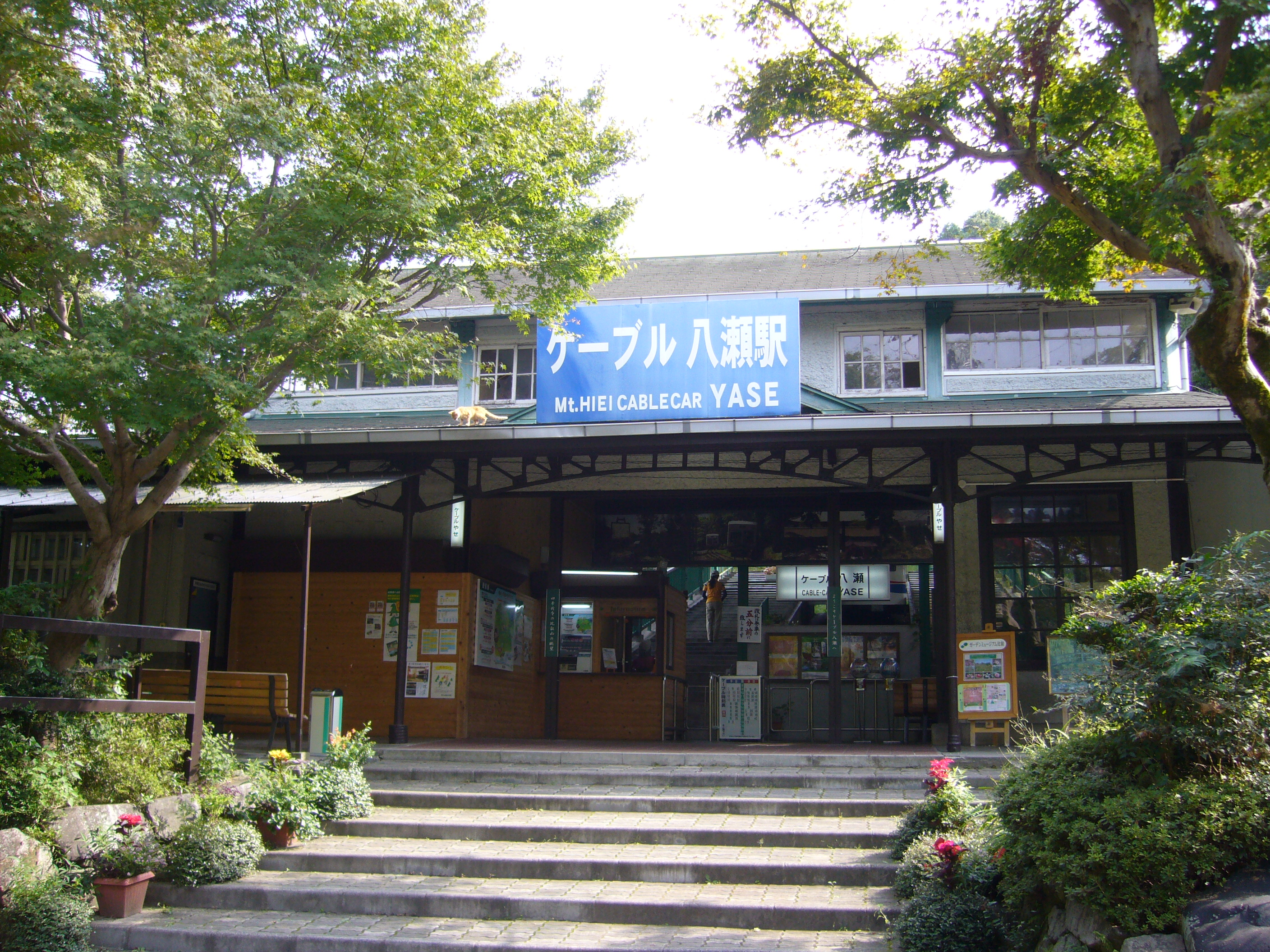
正面から見た駅舎（2008年10月）
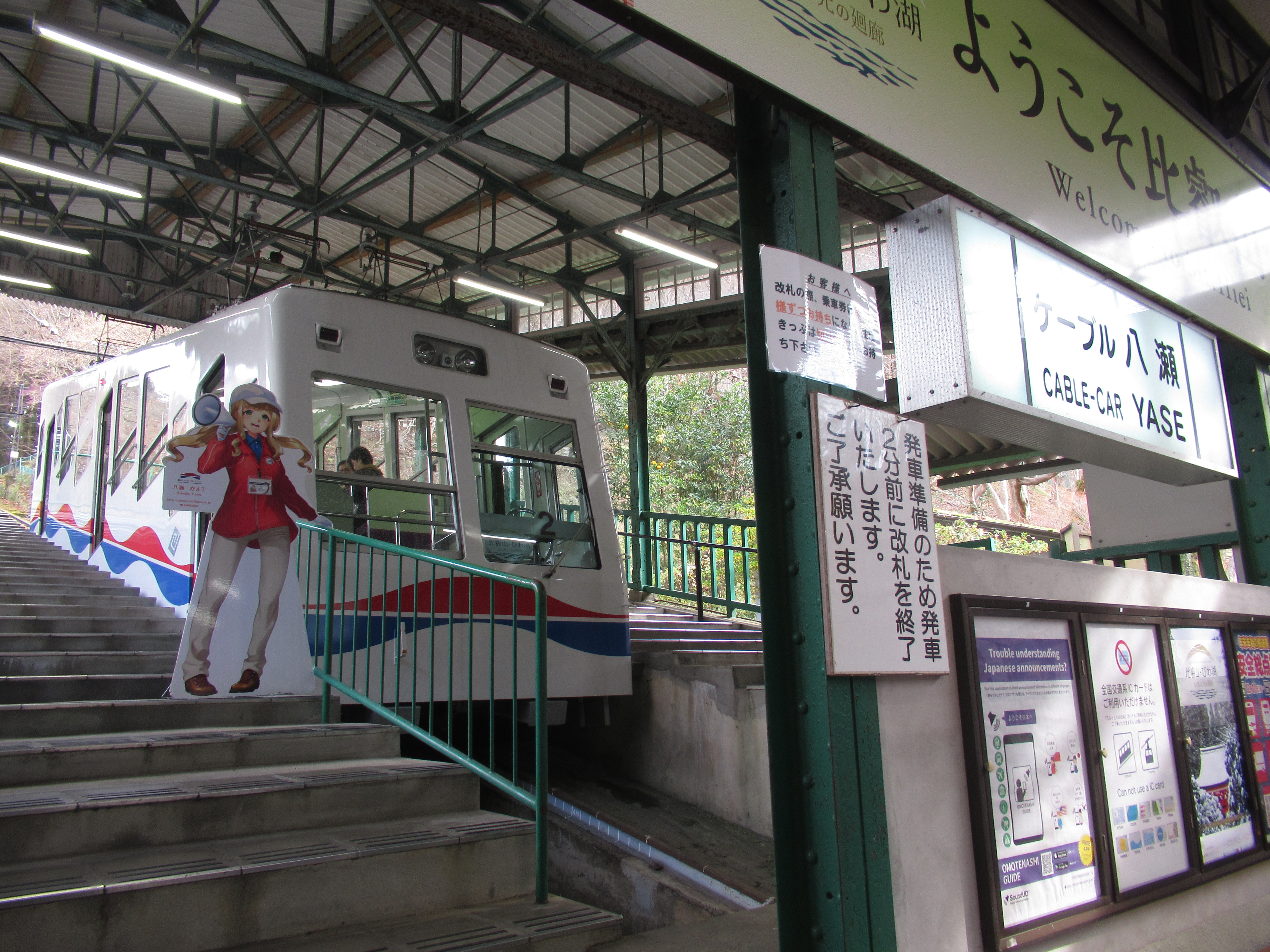
プラットホームと駅名標（2019年12月）

## 駅周辺
すぐ近くを高野川が流れ、その川の西側を国道367号が並行する。叡山電鉄八瀬比叡山口駅は南側にあるが、同駅も高野川の対岸に位置する。当駅の南東側には1952年（昭和27年）に開場した射撃場がある。
- 京都八瀬射撃場[3]
- 養福寺
- 八瀬霊苑
- 八瀬野外保育センター[4]
- 国道367号
- 高野川

## 隣の駅
京福電気鉄道
鋼索線
ケーブル八瀬駅 - ケーブル比叡駅